# NGC 4999
NGC 4999 est une vaste galaxie spirale barrée située dans la constellation de la Vierge. Sa vitesse par rapport au fond diffus cosmologique est de 5 953 ± 22 km/s, ce qui correspond à une distance de Hubble de 87,8 ± 6,2 Mpc (∼286 millions d'al). NGC 4999 a été découverte par l'astronome germano-britannique William Herschel en 1786.
La classe de luminosité de NGC 4999 est II et elle présente une large raie HI. Selon la base de données Simbad, NGC 4999 est une galaxie active de type Seyfert 2.
À ce jour, deux mesures non basées sur le décalage vers le rouge (redshift) donnent une distance de 39,800 ± 18,102 Mpc (∼130 millions d'al), ce qui est loin à l'extérieur des valeurs de la distance de Hubble. Notons que c'est avec la valeur moyenne des mesures indépendantes, lorsqu'elles existent, que la base de données NASA/IPAC calcule le diamètre d'une galaxie.

## Groupe de NGC 4999
NGC 4999 est la plus grosse et la plus brillante d'un trio de galaxie qui porte son nom. Les deux autres galaxies du groupe de NGC 4999 sont NGC 4996 et UGC 8265 notée 1309+0056 dans l'article d'Abraham Mahtessian, une abréviation pour CGCG 1309.0+0056.